# Heteropogon nubilus
Heteropogon nubilus är en tvåvingeart som först beskrevs av Christian Rudolph Wilhelm Wiedemann 1820.  Heteropogon nubilus ingår i släktet Heteropogon och familjen rovflugor. Inga underarter finns listade i Catalogue of Life.